# Radical chic
Radical chic é um termo cunhado originalmente pelo jornalista Tom Wolfe em seu ensaio de 1970 "Radical Chic: That Party at Lenny's", publicado na New York Magazine, onde descreve a pretensiosa e esnobe adoção de posturas radicais por celebridades, socialites, e membros da alta sociedade. O conceito é descrito como "um exercício de mão-dupla da imagem pública de alguém: numa mão, define-se a si mesmo como aliado de alguma causa radical, mas na outra, essencialmente, demonstra que essa fidelidade ocorre por ser da moda, um modo de se mostrar inserido na endinheirada e dita-consciente alta-roda"